# Nexus One
Nexus One (PB99100) ist ein Smartphone, das am 5. Januar 2010 von Google der Öffentlichkeit vorgestellt wurde. Gebaut wurde das Gerät von der HTC Corporation. Es unterstützt neben Englisch und Deutsch vier weitere Sprachen vollständig. In Deutschland wurde es für kurze Zeit über Vodafone (ohne SIM-Lock) vertrieben, ist aber nicht mehr erhältlich. Außerdem wurde das Nexus One als drittes Android-Entwickler-Smartphone (Android Dev Phone 3) verkauft.
Im Mai 2010 wurde der Vertrieb des Nexus One über den eigenen Onlineshop gestoppt. Für Entwickler und für alle Partner wurde es jedoch zunächst weiterhin verkauft. Ein Grund für den Verkaufsstopp sind die schwachen Absatzzahlen des Nexus One. Dem Marktforschungsunternehmen Flurry zufolge wurden in den ersten 74 Tagen nach Marktstart nur 135.000 Google-Handys verkauft. Verglichen dazu entwickelte sich das Apple iPhone zum Kassenschlager mit einer Million verkauften Geräten im gleichen Zeitraum. Das Motorola Droid (Milestone), das wie das Nexus One ebenfalls mit Android OS ausgestattet ist, wurde in den ersten zweieinhalb Monaten sogar 1,05 Millionen Mal verkauft.
Der Nachfolger mit der Bezeichnung Nexus S kam in Europa etwa im Februar/März 2011 auf den Markt und wurde nun von Samsung produziert.

## Ausstattung
Im Nexus One arbeitet ein 1-GHz-Snapdragon-Prozessor von Qualcomm. Es unterstützt zum Zeitpunkt seiner Vorstellung aktuelle Mobilfunkstandards, ist per W-LAN und Bluetooth vernetzbar und hat eine 5-Megapixel-Kamera.
Das Gerät wurde mit der Android-Version 2.1 ausgeliefert, später dann aktualisierbar auf Version 2.3.6. Die Verteilung erfolgt per Over-the-Air-Update.
Der Multi-Touch-fähige Bildschirm (AMOLED oder LCD) hat eine Diagonale von 9,4 cm (3,7") und eine Auflösung von 800 × 480 Pixeln.
Die Ausstattung des Nexus One ähnelt der des HTC Desire sehr. Im Gegensatz zum HTC Desire hat das Nexus One ein zweites Mikrofon zur Aufnahme einer Störsignalreferenz, um zusammen mit dem Primärmikrofon eine effiziente Reduktion der störenden Hintergrundgeräusche zu erreichen. Auffällig ist auch der leuchtende Trackball. Dieser kann beliebige RGB-Farben darstellen und so den Eingang von SMS-Nachrichten und E-Mail signalisieren.

## Merkmale
Ausgeliefert wurde das Telefon mit Android-Version 2.1 (Eclair). Android 4.0 (Ice Cream Sandwich) wird es laut Google wegen zu alter Hardware nicht geben. Aus heutiger Sicht stellt der zu geringe interne Speicher einen Nachteil dar. Mit Android 2.3 stehen ca. 200 MB zur Verfügung. Viele Google-Anwendungen unterstützen kein App2SD und können so nicht auf die SD-Karte ausgelagert werden. Auf dem Telefon sind Anwendungen wie Facebook, Twitter und QuickOffice vorinstalliert, welche nicht ohne weiteres entfernt werden können und ebenfalls internen Speicher beanspruchen.